# Крст
Крст (старословенска ријеч; ✢), антропоидни симбол од двије дужи које се сијеку, најчешће, под правим углом. Апстрактна представа човјека раширених руку. Постоји у многобројним и различитим облицима примјерен развоју и промјенама културног човјека. Представља основни вјерско-религиозни симбол хришћанства.
Уз круг, је најстарији симбол људске врсте.

## Облик крста
У основи свих теорија тумачења настанка облика крста јесте човјек. Крст је човјеколики облик - човјек раширених руку. Било да је аутентична слика рађена по природи живог човјека или да је еволуирали антропоидни симбол „соха“, код кога из главе настаје горњи вертикални крак крста, у сваком случају је апстрактна слика - симбол човјека. Антропоцентризам и не оставља другачију могућност.
Неке од посебних врста крстова јесу и хришћански часни крст, огрлица крстић, кукасти крст (свастика), Андрејин крст, двоструки крст, студенички крст, обрнути крст, јерусалимски крст, напрсни крст, симболистички нордијски крст, македонски крст, руски крст, стилизовани крст у хералдици, симболистички црвени крст, ознака †, играчка кинески крст, награда војни крст.

## Крст- магијски симбол паганских вјеровања
Првенствени садржај сваког мишљења, па и религиозног, је човјек. Човјек у вјечној борби за сопствену егзистенцију. Зато, вјечно забринути човјек, и у свом раном постојању, као израз свога највећег посвећења, поставља сопствени лик - себе, и у прве симболе којим изражава и своју бригу, али и своју наду у боље. Тако се антропоидни крст –човјек, нашао већ на предметима неолита . Значи, хиљаде година прије настанка хришћанства, још у млађем каменом добу, је наш уплашени и необразовани прапредак урезао и насликао крст на предметима свакодневног живота, са намјером да се заштити. И египатска божанства, Озирис и Изида, су имала на својој одјећи по три крста којима се означавала њихова божанска моћ. Колумбо је 1492. године, опет прије него је хришћанство стигло на амерички континент, међу америчким урођеницима затекао крст као амајлију. Џејмс Кук је 1772. године на Новом Зеланду видио урођенике како на гроб својих саплеменика стављају крстове. Често су крстови урезани и на средњовјековним богумилским стећцима. Ни овај крст није био хришћански, већ онај пагански истекао из вјеровања и представа примитивног човјека. То је била стилизована антропоидна представа покојника у гробу испод стећка.

### Крст код старих Словена и племена паганских Срба
Крст је био познат и међу старим Словенима, па тако и код племена паганских Срба, и опет много прије него су примили хришћанство. По Веселину Чајкановићу и данас се зато разликују „Часни крст“ и „Народни крст“. Наш, српски народни крст је израз општег народног вјеровања у антропоидно (човјеколико) божанство које се представља сохом.

## Крст у хришћанској религији
Устаљена је погрешна предрасуда да је крст искључива тековина хришћанске религије. Крст је много старији од хришћанства. Прошле су хиљаде година до III вијека нове ере када се крст коначно одомаћио у већ насталом хришћанству и постао његов неизбјежни и најзначајнији симбол.
„Од регресивне представе магичних фигура настао је антропоидни крст са једнаким положеним крацима: са горњим најкраћим, понеки уместо горњег крака има главицу, и доњим најдужим краком, дакле, антропоидни крст.“ 
Стилизовањем народног крста настала су два основна хришћанска крста: Латински, који се по облику незнатно разликује од народног (има по величини три једнака крака а доњи дужи); други је Грчки, који се, под утицајем магијског круга и округлих посуда (црепуља), по облику знатније удаљио од народног крста; он има сва четири једнака крака.

## Крст – значења и вјеровања
По једнима крст је оруђе за извршење смртне казне распињањем. Христ је једна од жртава овог оруђа. Постоји изрека: „Свако носи свој крст“. Има и другачијих тумачења. Владика Петар I препоручује Црногорцима свештеника коме је дао свој крст „мјесто себе“. Крст је замјењивао живе људе, односно њихове потписе, као и мртве. Надаље, у шумадијском предјелу Јасеници је дрвеном крсту спремљеном за сахрану дјетета, навлачена комплетна дјечја гардероба. Вјеровало се да је тек тада спремно на вјечни пут. Латински и грчки крстови су заступљени на надгробном камењу, на преслицама и орнаментима у Србији, Босни, Херцеговини и Црној Гори. Крстом или на њему обављало се заклињање. На крсту су се заклињали српски витезови у поласку на бој на Косову, Дубровчани краљу Владиславу. Краљица Јелена поклонила је крст манастиру Сопоћани и проклиње сваког ко би га узео. Крст је и чувар куће, чељади од болести, против демона и пожара. Крст чува усјеве. Постоје посвећена дрвета са урезаним крстовима на себи. Зову се записи. У заветном дану се код њих служи молитва. Крстови, надеље, представљају везу гроба и покојника у њему. Постоје и такозвани гранични крстови којима се означава посјед земље. 1049. године документ биљежи да је у ту сврху урезан „црквени и животворни крст“. Архиепископ Сава Немањић 1192. године у Светој гори крстом обиљежава земљу коју је купио. Крстом су се означавали забрани, мјеста дозвољена за насељавање, опасна мјеста по живот човјека, клопке, трули прелази од брвана. Са крстом се рађало и умирало. За крст се праштало и убијало. Симбол крста се налази у грбовима и заставама многих држава и организација. Крст се налази у симболу и у називу највеће међународне хуманитарне организације Црвени крст. Један део Београда се назива „Црвени крст“ према крсту који је у 19. веку поставио београдски књиговезац и књижар Глигорије Возаровић.

## Израда крстова
Крстови су прављени од дрвета липе, љјеске, од прекоријелог бадњег дрвета, од класја жита, од цвијећа. Њихово значење у животу човјека најбоље потврђује њихова израда у најскупљим племенитим металима, украшеним најскупљим драгим камењем као и у њиховој величини. Значењу и важности крста у њиховој супституцији божанствима говори и чињеница да су им се посвећивали и нарочити дани у години. Зими 5. јануар, а у јесени 14. септембар, Крстовдан, Крступоклона недеља , као и родовска прослава крсног имена – славе. Црква је персонификовала крст у свеца, па су неке цркве посвећене Светом крсту.

## Галерија
- Крст на вратима цркве у Новом Горажду
- Уопштени хришћански крст
- Уопштени православни крст
- Уопштени православни-византијски крст (Крсташки-Острошки крст)
- Српско-византијски православни крст
- Руски православни крст, који користе и православни Срби